# Bernauer Straße

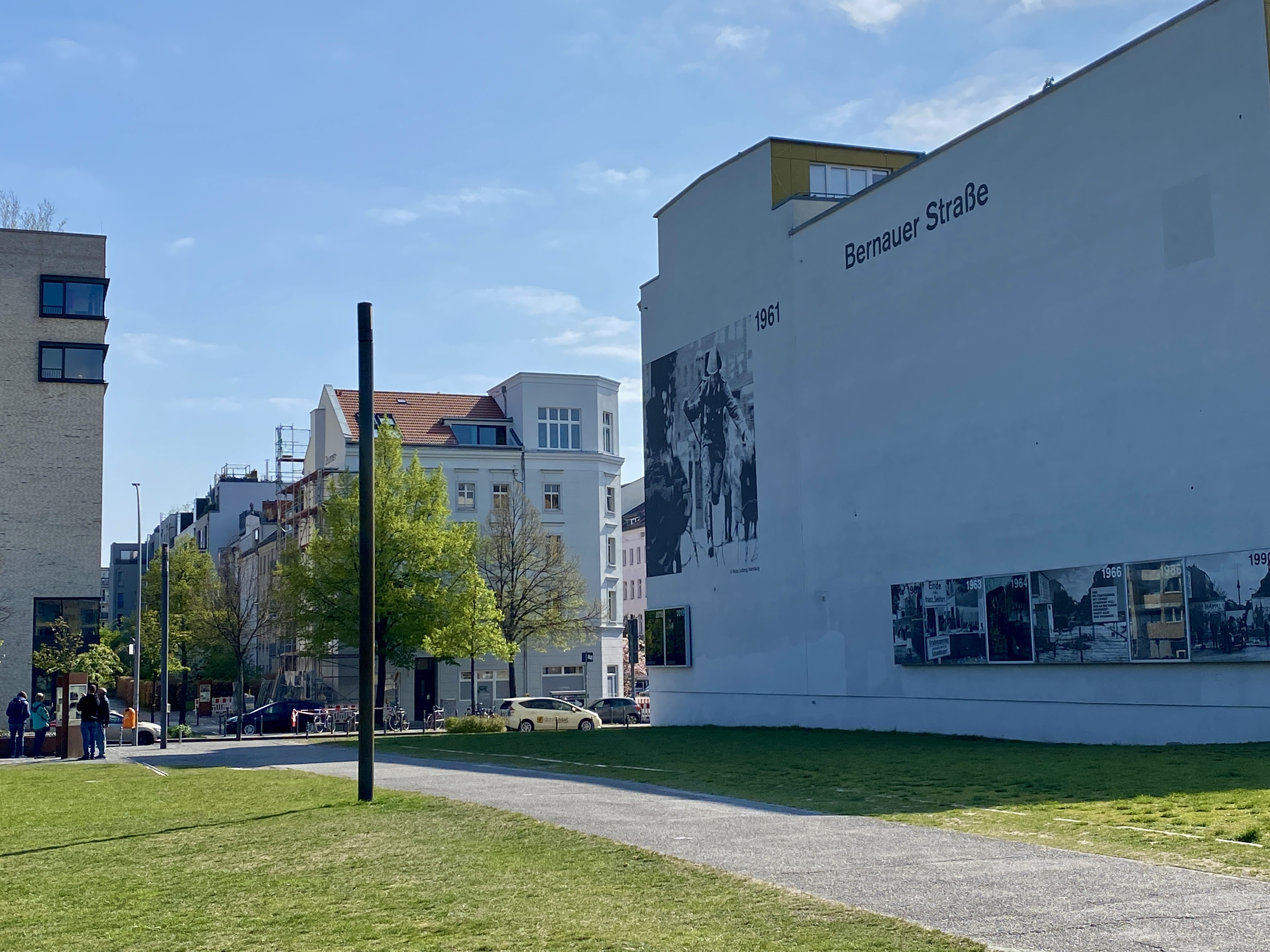
Angolo fra Bernauer Straße e BrunnenStraße. Il murales sull'edificio raffigura il caporale Conrad Schumann che disertando fugge verso il settore Ovest di Berlino.

Bernauer Straße è una via nella zona settentrionale del centro di Berlino. Deve il suo nome alla città di Bernau situata a nord est della capitale tedesca. Come parte della circonvallazione interna, la via corre principalmente attraverso il distretto di Mitte lungo il confine tra i quartieri Mitte e Gesundbrunnen, e per un breve tratto nel quartiere Prenzlauer Berg del distretto di Pankow.
Tra il 1961 e il 1989 una parte del Muro di Berlino correva sul lato meridionale di Bernauer Straße, che divenne scenario di una serie di fughe e tentativi di fuga verso Berlino Ovest. Dal 1998 ospita il Memoriale del Muro di Berlino, luogo centrale di commemorazione della divisione della Germania.

## Storia

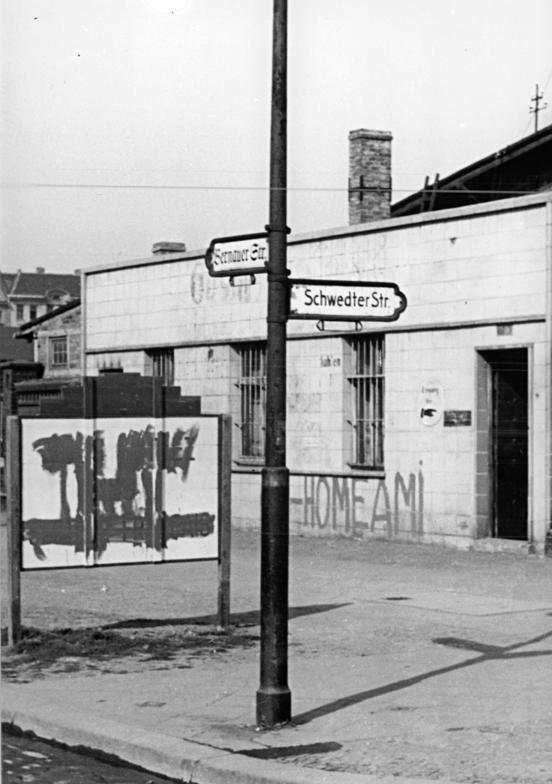
Lo slogan antiamericano Go home, Ami sul versante di Berlino Ovest presso l'ex confine di settore in Bernauer angolo Schwedter Straße (1950).
La scritta Sie betreten jetzt den französischen Sektor («State entrando nel settore francese», a sinistra) è stata cancellata dal cartello di avviso

### Fino al 1961
Bernauer Straße esisteva già in passato come via commerciale e militare tra Berlino e le località della Marca brandeburghese, ma acquistò il nome moderno solo il 29 maggio 1862. Nel piano di espansione urbana di Berlino che porta il suo nome, James Hobrecht l'aveva inclusa all'inizio in due tronchi denominati Straße 50 e Straße 80, Abt. IX. La via correva in direzione nord est da Bergstraße all'incrocio tra Schwedter e Oderberger Straße. Il 4 luglio 1904 il prolungamento a sud ovest tra Bergstraße e Gartenstraße fu annesso a Bernauer Straße. Dopo la formazione della Grande Berlino nel 1920 e la connessa suddivisione della città in quartieri, i fondi sul lato meridionale della via (civici da 1 a 50) ricaddero nel quartiere Mitte, quelli del lato settentrionale (civici da 51 a 121) nel quartiere Wedding; la sede stradale interamente in quest'ultimo. Questa suddivisione fece sì che dopo il 1945 lungo Bernauer Straße corresse il confine tra il settore di occupazione sovietico e quello francese.

### Dal 1961 al 1989

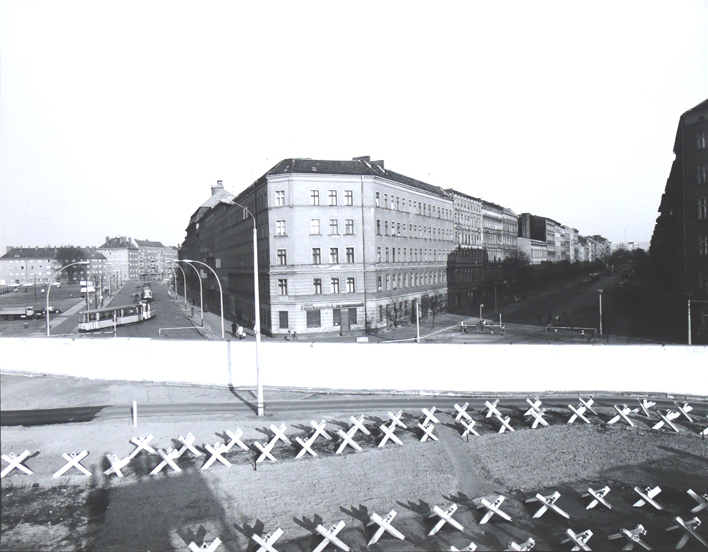
Vista su Eberswalder e Oderberger Straße da una piattaforma panoramica (1973)

Dopo l'innalzamento del Muro di Berlino, porte e finestre affacciate su Bernauer Straße dalle abitazioni del lato meridionale (Berlino Est) furono murate in successione e i tetti furono dotati di barriere. Nell'autunno 1961 furono sfrattati gli ultimi inquilini delle case di confine. Negli anni successivi al 1963 gli edifici furono infine abbattuti fino alle facciate del pianterreno, per raggiungere immediatamente sul confine condizioni di «buona visibilità» militare. Le rovine sul momento nascosero il muro di cemento eretto pochi passi dietro e armato di filo spinato.

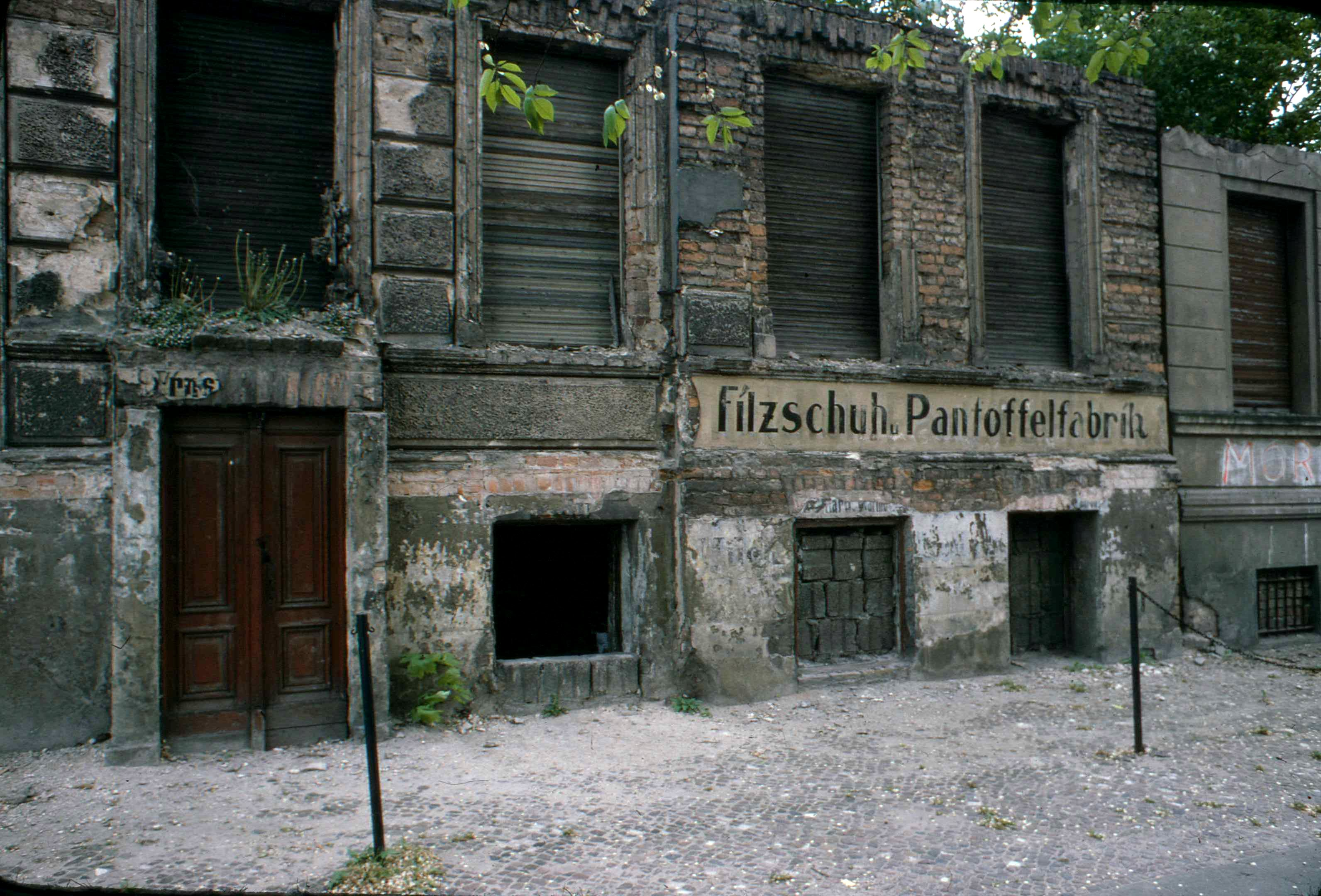
Resti di edifici in funzione di «antemurale» del Muro di Berlino lungo Bernauer Straße (1978)

Bernauer Straße ottenne celebrità dalle azioni di fuga attuate dalle finestre delle case della parte orientale verso la strada, il marciapiede delle quali apparteneva già a Berlino Ovest.
Nota in tutto il mondo è la foto del giovane agente del pronto intervento Conrad Schumann, che il 15 agosto 1961 saltò le protezioni di filo spinato ed entrò nel settore francese liberandosi del mitra. Il fatto avvenne all'angolo di Ruppiner Straße. Per le particolari condizioni del luogo, nei primi anni dopo la costruzione del Muro, vi furono in Bernauer Straße frequenti contatti tra le guardie di frontiera della RDT e gli agenti di polizia o i doganieri di Berlino Ovest: ad esempio colloqui attraverso il Muro o scambi di sigarette.
Dagli scantinati del lato occidentale furono aperte vie di fuga nel terreno argilloso. Così il Tunnel 29, che sboccò nel 1962 in Schönholzer Straße 7 nel territorio di Berlino Est. Diversi abitanti della parte orientale, dagli anziani ai bambini, poterono così strisciare non visti dalle guardie di frontiera entro Berlino Ovest. Nel 1964 la circostanza dell'apertura del Tunnel 57, che terminava in Strelitzer Straße 55 a Berlino Est, fu più drammatica. In due notti il tunnel permise la fuga di 57 tedeschi orientali, nella fase della fuga intervennero le guardie di frontiera, uno studente per avvisare gli altri fuggitivi, sparò un colpo d’arma da fuoco, le guardie di frontiera aprirono il fuoco e per errore colpirono un loro commilitone, morì il soldato Egon Schultz.

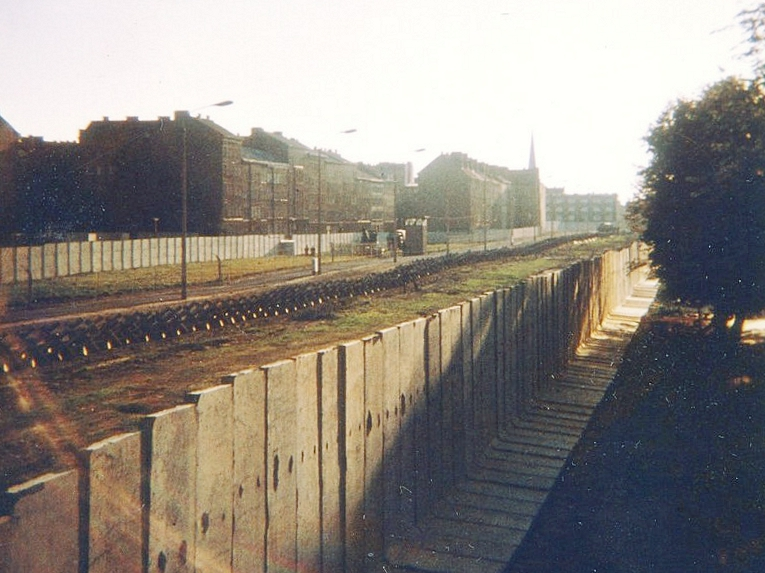
«Ammodernamento» del Muro in Bernauer Straße (1980)

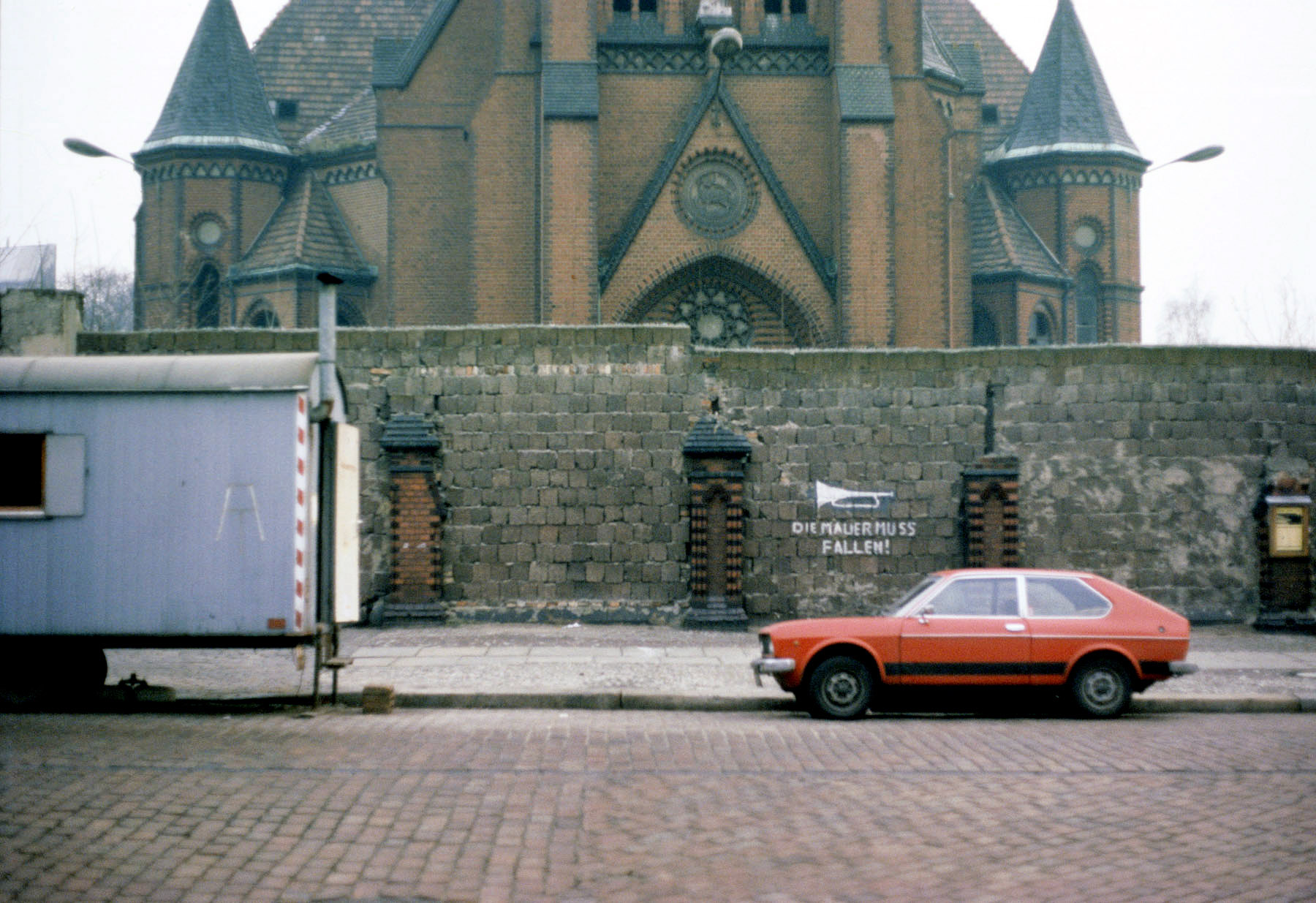
L'accesso alla Versöhnungskirche, demolita nel 1985, fu murato nella fortificazione di confine

Nel tempo, fino al 1980, la vecchia fortificazione muraria fu smantellata e sostituita da una massiccia struttura in lastre di cemento con coronamento rotondeggiante. L'ultima sezione del Muro di Berlino fu così riconvertita in Bernauer Straße quell'anno. Fino alla metà degli anni 1980 si ergeva nella via, presso il Muro, la Versöhnungskirche (Chiesa della Riconciliazione), demolita il 28 gennaio 1985.
Dalla demolizione fu interessata anche parte del secondo cimitero di Santa Sofia, a sua volta confinante con Bernauer Straße. Tra le altre, fu divelta la tomba dell'editore e per molti anni consigliere comunale berlinese Julius Springer.
Una lapide esposta nel 1995 all'imbocco di Swinemünder Straße ricorda il nome di dieci persone che pagarono con la vita il loro tentativo di fuga nella zona di Bernauer Straße.

### Dopo il 1990
Su un troncone della fortificazione situato nella via nel 1998 fu installato il Memoriale del Muro di Berlino. Ne fanno parte un centro di documentazione e il monumento nazionale per le vittime della costruzione del muro e della divisione della Germania, progettato dallo studio stoccardese Kohlhoff & Kohlhoff. Esso reca l'iscrizione
Un ampio sentiero sul lato meridionale della via testimonia ancora il vecchio tracciato del Muro, anche se dall'inizio del XXI secolo si è iniziato a costruirvi. Al posto della Versöhnungskirche, nel 2000, fu eretta la Kapelle der Versöhnung (Cappella della Riconciliazione).

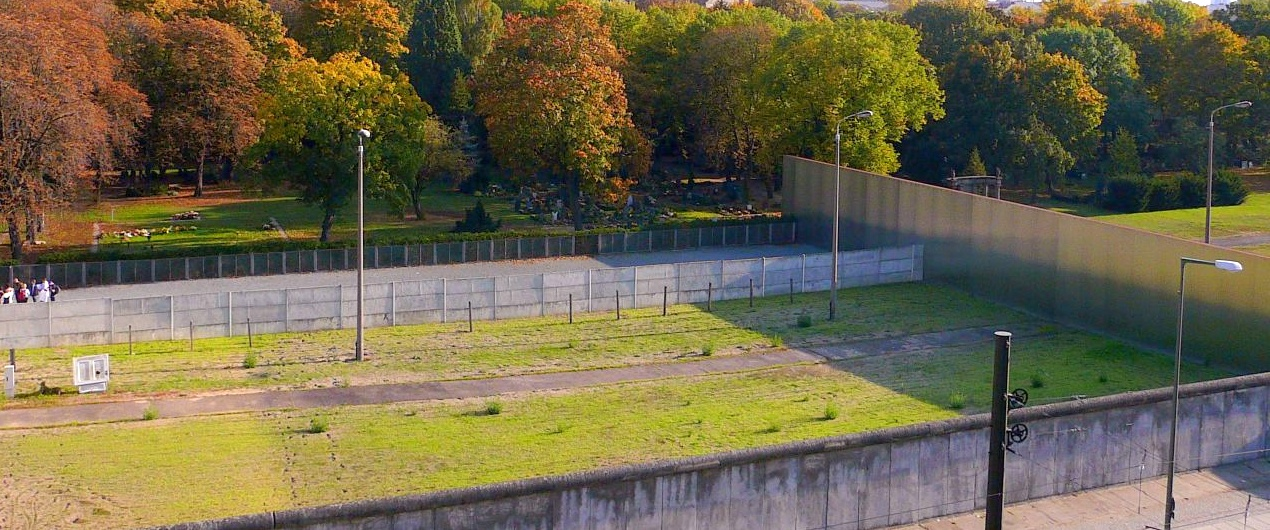
Memoriale del Muro di Berlino

Nel giugno 2007, nella via fu presentata una dettagliata documentazione dei resti del Muro, approntata per conto dell'amministrazione del Senato di Berlino per lo sviluppo della città e per l'ambiente.

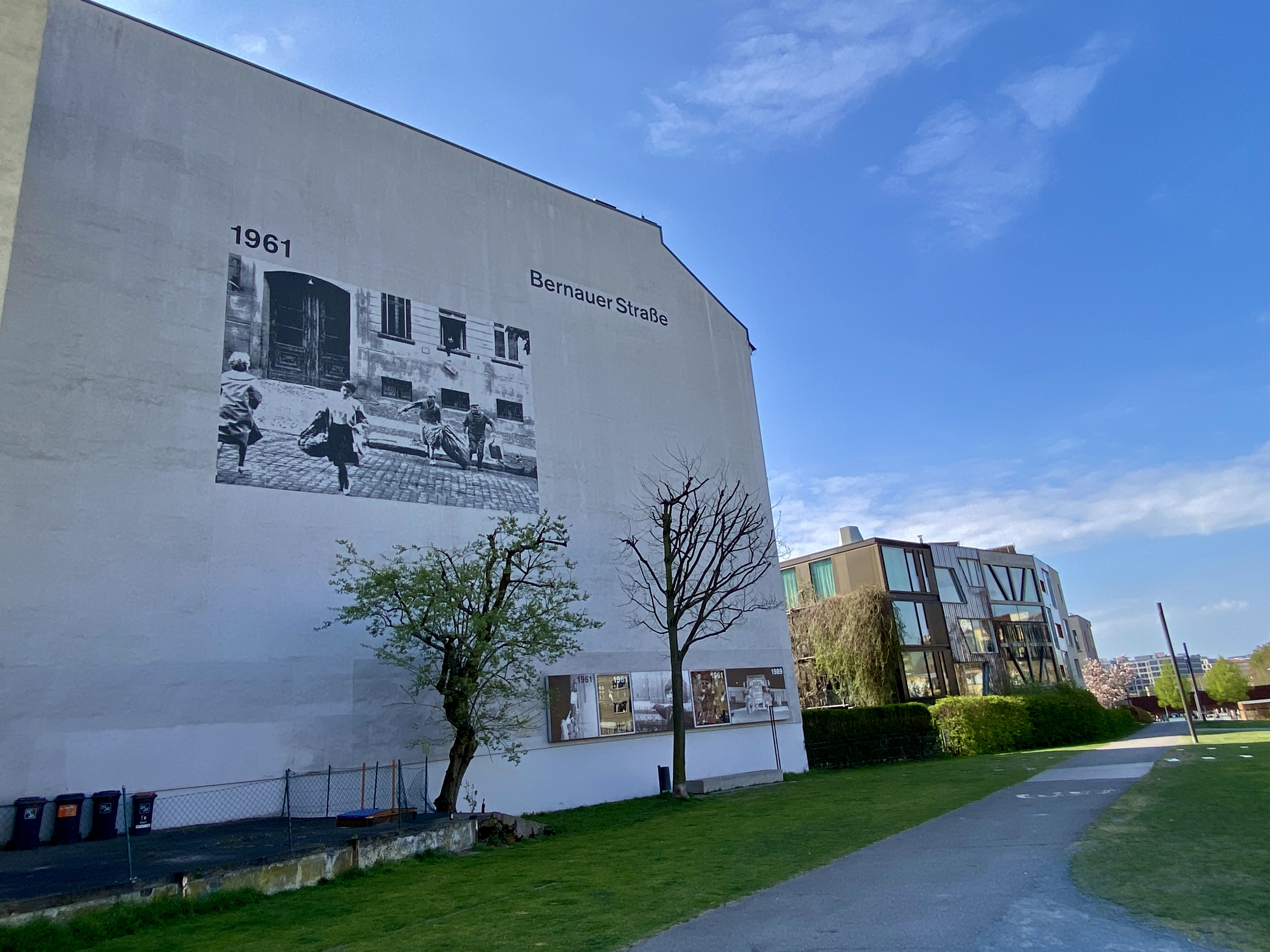
Dettaglio di Bernauer Straße in prossimità di Strelitzer Straße

Il 12 dicembre 2007 si tenne in Bernauer Straße un concorso internazionale per l'ampliamento del memoriale. Uscirono vincitori gli architetti paesaggisti berlinesi di sinai.Faust.Schroll.Schwarz con i loro compagni di squadra di Mola Winkelmüller Architekten BDA e di ON architektur.

## Trasporti
Con lo sviluppo della rete tranviaria come mezzo di trasporto locale, furono predisposte linee su Eberswalder e Bernauer Straße fino al centro storico. Quando questa, dopo la seconda guerra mondiale, fu divisa in quattro settori, il confine tra il settore sovietico e quello francese cadeva all'altezza del Cantianstadion, dove la West-BVG e la Ost-BVG dovevano scambiare i conducenti. Dopo il 1961 Bernauer Straße non fu più servita dalle linee dell'epoca 4 e 13, cosicché rotaie e linee aeree furono in gran parte smantellate.

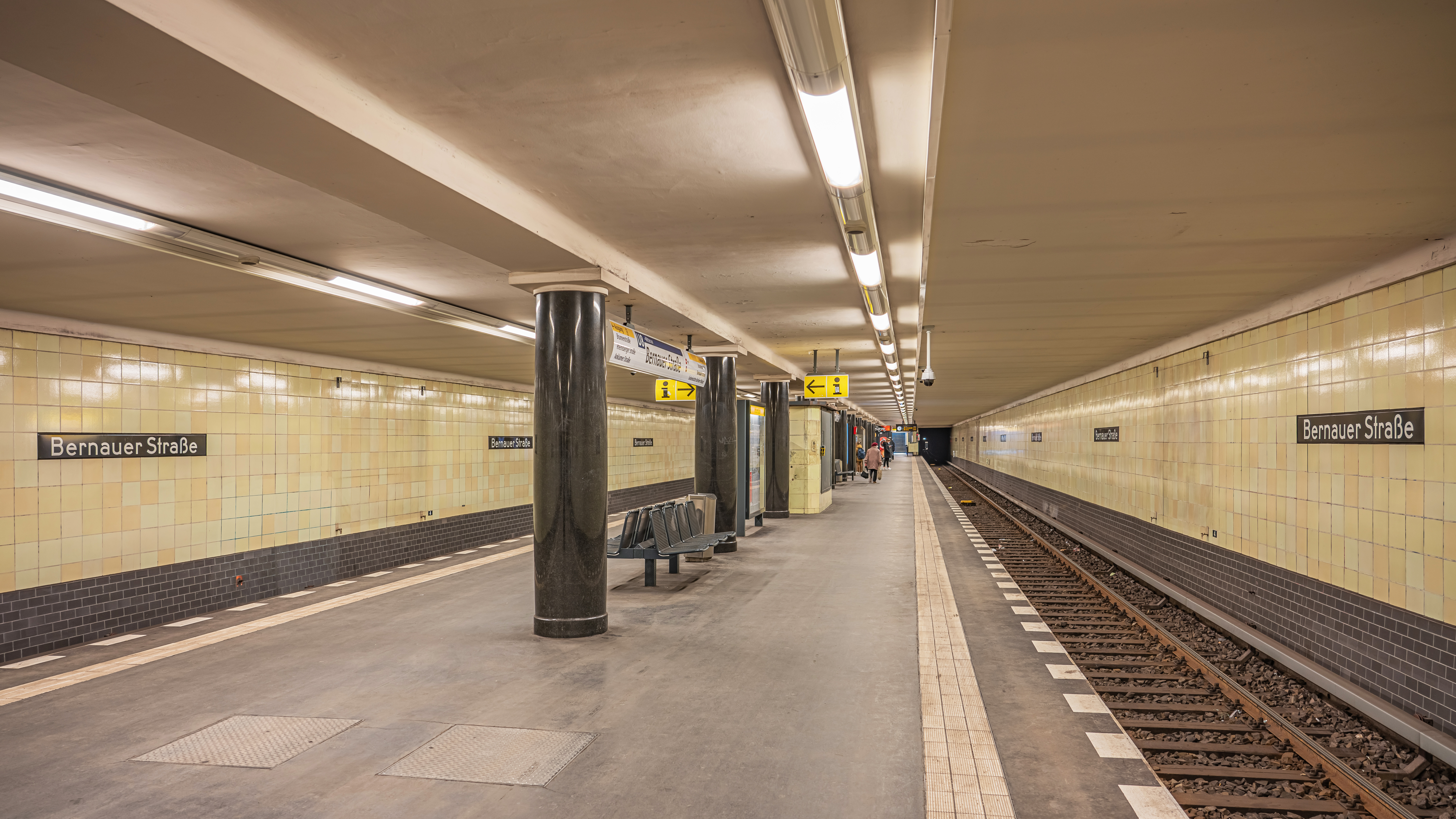
Stazione di Bernauer Straße della metropolitana di Berlino dopo la ristrutturazione

La stazione di Bernauer Straße della U8 della metropolitana si trova dietro l'incrocio con Brunnenstraße. Durante la divisione della città fu chiusa e rimase stazione fantasma. L'uscita nord, che conduce direttamente in Bernauer Straße, al tempo del Muro fu interrata, e poiché la stazione giaceva interamente in zona di confine non era accessibile né da est né da ovest.
Nel 2006 alcuni vecchi alberi da viale, tra le forti proteste degli abitanti, furono abbattuti per ristrutturare la via. Nel quadro della pianificazione della circonvallazione interna settentrionale, inoltre, le vivaci pavimentazioni di selciato furono sostituite da un manto d'asfalto. Si crearono inoltre piste ciclabili e la linea tranviaria M10 fu prolungata dal vecchio capolinea di Mauerpark fino a Nordbahnhof; i binari sono collocati in mezzo alla via.
Lungo la maggior parte di Bernauer Straße corre il percorso pedonale e ciclabile del Berliner Mauerweg; all'altezza di Schwedter Straße e del Mauerpark, Bernauer Straße incrocia la ciclabile Berlino-Usedom.